# L.C. Vrijman
Leonardus Cornelis Vrijman (Den Haag 26 december 1873 - aldaar 22 juli 1962) was een Nederlands historicus en publicist over de koloniale geschiedenis en het Nederlandse slavernijverleden.
Vrijman vertrok in 1896 naar Nederlands-Indië waar hij in 1898 vertegenwoordiger werd van de Nederlandsche Handel-Maatschappij (NHM) in Tjilatjap en vanaf 1900 in Pasoeroean. Daarnaast was hij tussen 1912 en 1918 ook directeur van de NV afscheep- en commissiezaak voorheen J.F. Esser en lid van de gewestelijke raad in Pasoeroean. In 1933/1934 was hij in Suriname als agent van de NHM lid van de adviescommissie voor de koffiesteunregeling.
Sinds 1929 publiceerde hij. Zijn broer, Johannes Antonius Willibrordus Vrijman, was rijksbouwmeester.

### Boeken
- 1931 - Nogmaals de levensgeschiedenis van Hendrik Smeeks
- 1932 - De kwestie: "Wie was Exquemelin?" volledig opgelost
- 1937 - Zeer aenmerkelijke reysen gedaan door Jan Erasmus Reyning van Dr. David van der Sterre uit 1691, bewerkt door L.C. Vrijman[1]
- 1937 - Slavenhalers en slavenhandel[2]
- 1938 - Kaapvaart en zeerooverij: uit de geschiedenis der vrije nering in de Lage Landen

### Artikelen
- 1930 - Iets uit de geschiedenis van den zeeroof en van de vrijbuiters in de Lage Landen in "Ons Zeewezen"
- 1931 - Jacques Cassard (1679 - 1740) in "De West-Indische Gids", 13de Jaarg., pp. 97–108
- 1933 - L'identité d'Exquemelin : les premières éditions de l'"Histoire des aventuriers" in "Bulletin de la Section de Géographie 48" , pp. 43–57
- 1935 - Jonghe dochters als bootsgesellen ende soldaet in de XVII eeuw in "Ons Zeewezen"
- 1935 - Jan Bart. 21 oktober 1650-27 april 1702 in "Ons Zeewezen"
- 1936 - Iets over de Nederlandsche volksplantingen in "Cayanen" gedurende de zeventiende eeuw in "De West-Indische Gids", 18de Jaarg., pp. 13–24

### Typoscripts en manuscripten
- ca. 1925 - Kerstmis op de Spaansche Kust honderd jaar geleden
- Yhallahes, zijn schip en zijn Maats! en diversen
- De economische gevolgen van de slavernij in Suriname in de eerste helft der negentiende eeuw
- Resume der verrichtingen van het Agentschap der Nederlandsche Handel Maatschappij NV in Suriname
- Reizen, Routes en Reizigers. Bijdrage tot de geschiedenis van het verkeerswezen der Lage Landen tot het eind der Middeleeuwen (typoscript) 162 pagina’s, inclusief een lijst van enige geraadpleegde werken (3 pagina’s)
- Iets uit de geschiedenis van den zeeroverij. Vrijbuiters in de lage landen. De boekaniers.